# شهرستان فاولک (داکوتای جنوبی)
شهرستان فاولک، داکوتای جنوبی (به انگلیسی: Faulk County, South Dakota) شهرستانی در ایالات متحده آمریکا است که در داکوتای جنوبی واقع شده‌است.

## خصوصیات
شهرستان فاولک ۲٬۶۰۵ کیلومترمربع مساحت دارد.